# Franz Ludwig Grasso
Franz Ludwig Grasso (* 25. August 1798 in Brakel; † 4. März 1870 in Delbrück) war ein deutscher Verwaltungsjurist und Landrat.

## Leben
Franz Ludwig Grasso wurde als Sohn der Eheleute Philipp Joseph Grasso (Landphysikus) und Maria Agnes Ferdinande Grothe geboren und lernte nach dem Besuch des   Gymnasiums  Paderborn zunächst drei Jahre in der Landwirtschaft. Anschließend  studierte er an der  Universität Göttingen Cameralia. Am 15. März 1820 wurde er von der  Bezirksregierung Minden mit der kommunalen Verwaltung der  Kantonsbeamtenstelle in Delbrück beauftragt und nach der Ernennung zum Kantonsbeamten auch mit der Verwaltung der Kantone Kirchborchen und Neuhaus beauftragt. Er wurde zum Deputierten des Kreises Paderborn gewählt und bestand am 21. August 1834 bei der Bezirksregierung Minden die mündliche Prüfung zum Landrat mit dem Ergebnis „vorzüglich qualifiziert“.  Am 4. Juni 1842 übernahm er die kommunale Verwaltung des Landratsamtes Paderborn und wurde einen Monat später vom Kreistag mit absoluter Mehrheit zum ersten Kandidaten für das Landratsamt gewählt. Die definitive Ernennung zum Landrat des  Kreises Paderborn war am 11. November 1842.
Grasso war Mitglied des  preußischen Abgeordnetenhauses, war Staatskommissar der  Meliorationsgenossenschaft der Boker Heide und Mitglied des  westfälischen Altertumsvereins.
Ebenso war er Direktor des landwirtschaftlichen Kreisvereins Paderborn.
Grasso heiratete im Jahre 1824 in Delbrück Maria Luise Mumpero.

## Ehrungen
- Roter Adlerorden III. Klasse mit Schleife